# Zak Ottow
Zachary ”Zak” Ottow, född 22 december 1986 i Milwaukee, är en amerikansk MMA-utövare som sedan 2016 tävlar i organisationen Ultimate Fighting Championship.